# Relationer mellan Malaysia och Sverige
Relationer mellan Malaysia och Sverige refererar till de bilaterala relationerna mellan Malaysia och Sverige. På diplomatisk nivå upptogs de 1958. Sverige har en ambassad i Kuala Lumpur, och Malaysia har en ambassad i Stockholm. 2011 fanns över 120 svenska företag i Malaysia och omkring 450 svenska medborgare i Malaysia.

## Bilaterala avtal
Malaysia och Sverige har ett bilateralt avtal om ömsesidigt skydd för investeringar, vilket undertecknades i Kuala Lumpur den 3 mars 1979. Det finns ett avtal mellan Malaysias och Sveriges regeringar om flygservice mellan och bortom deras respective territorier, skrivet i Kuala Lumpur den 19 oktober 1967. Staterna har också skrivit på ett bilateral avtal om att undvika dubbel beskattning och hindrandet av skatteflykt från inkomstskatter.

## Kidnappning
1975 kidnappade Japanska röda armén Sveriges Chargé d'affaires Fredrik Bergenstråhle och hans sekreterare Ulla Ödqvist i Kuala Lumpur. En av de malaysiska statstjänstemännen, Tan Sri Osman S. Cassim, tilldelades senare Nordstjärneorden av Sverige för sina handlingar under räddningen.

## Ekonomiska förbindelser
Malaysia är en av Sveriges största handelspartners i Sydostasien. 2006 exporterade Sverige totalt för uppskattningsvis 1,6 miljarder malaysiska ringgit och importerna från Malaysia uppskattningsvis till 0,7 miljoner MYR. Sveriges export till Malaysia består bland annat av telekommunikationsutrustning, motorfordon, kemiska produkter, kraftgenererande maskiner och utrustning, maskiner, papper, samt järnmalm och stål. Sveriges importerar elektronik och elektrisk utrustning, maskiner och apparater, textiler, palmolja och rådgummi.
Volvo driver ett helägt dotterbolag i Malaysia, som gör lastbilar.

## Militär
År 2000 gick svenska flottan med på att låna ut fyra båtar till försvarsminister Najib Tun Razak för att "bevara säkerheten" i vattnen runt den malaysiska delstaten Sabah.

## Statsbesök
2005 besökte Yang di-Pertuan Agong (kung) Sirajuddin of Perlis av Malaysia och Raja Permaisuri Agong (drottning) Tengku Fauziah of Perlis Sverige.